# بهشية برازيلية
البَهْشِيِّة البرازيلية (باللاتينية: Ilex brasiliensis) نوع نباتي يتبع جنس البهشية من الفصيلة البهشية.
موطنها البرازيل.